# Paul Staub
Paul Staub (ukendt fødselsår - ukendt dødsår) var en schweizisk roer og olympisk guldvinder..
Staub vandt en guldmedalje ved OL 1920 i Antwerpen, som styrmanden i den schweiziske firer med styrmand, der desuden bestod af roerne Paul og Max Rudolf, Willy Brüderlin samt Hans Walter. Ved samme OL var han styrmand i den schweiziske otter, der dog ikke nåede finalen.
Rudolf vandt desuden hele en EM-guldmedalje i firer med styrmand i 1920.

## OL-medaljer
- 1920:  Guld i firer med styrmand